# Erik Forsberg (1892–1974)
Erik Vilhelm Forsberg, född 16 september 1892 i Högbo socken, död 2 november 1974 på Lidingö, var en svensk ingenjör och företagsledare.
Erik Forsberg var son till Fredrik Forsberg och Elin Bergman. Han blev bergsingenjör 1916, valsverksingenjör vid Forsbacka Jernverk och Laxå bruk 1917, överingenjörsassistent vid Hellefors Bruks AB 1918, försäljningschef där 1921 och överingenjör vid samma bolag 1928. Forsberg blev disponent och verkställande direktör för Kohlswa Jernverksaktiebolag 1935, teknisk direktör vid Sandvikens Jernverksaktiebolag 1945 samt disponent och verkställande direktör där 1948. Forsberg var även ordförande i styrelsen för See Fabriksaktiebolag, Sandviken och fullmäktig i Jernkontoret från 1942.